# Pompeo Cannicciari
Pompeo Cannicciari (Roma, 1670 – Roma, 29 dicembre 1744) è stato un compositore italiano.
Cannicciari trascorse tutta la sua vita a Roma, sua città natale. Fu maestro di cappella dal 1694 al 1709 presso la Chiesa di Santo Spirito in Sassia e successivamente nella Basilica di Santa Maria Maggiore fino alla morte, dove gli succedette l'allievo Sante Pesci. Come membro della Congregazione dei Musici, nel 1698 e dal 1715 al 1718 fu Guardiano della sezione dei maestri.
Compositore di sola musica sacra, Cannicciari fu un rappresentante della scuola musicale romana e successore dello stile policorale sacro di Orazio Benevoli. Egli fu autore di numerosi lavori chiesastici, tra i quali alcune messe pastorali, le quali occasionalmente presentano gli strumenti in supporto alle voci; tuttavia preferì dedicarsi alla produzione di messe policorali e salmi, ove si nota una abilità nel trattamento del contrappunto.

## Composizioni
- 42 messe
- 146 graduali
- 120 offertori
- 266 antifone
- 179 salmi
- 45 inni
- 38 responsori
- 56 mottetti